# Genista cinerascens
Genista cinerascens är en ärtväxtart som beskrevs av Johan Martin Christian Lange. Genista cinerascens ingår i släktet ginster, och familjen ärtväxter. Inga underarter finns listade i Catalogue of Life.

## Bildgalleri

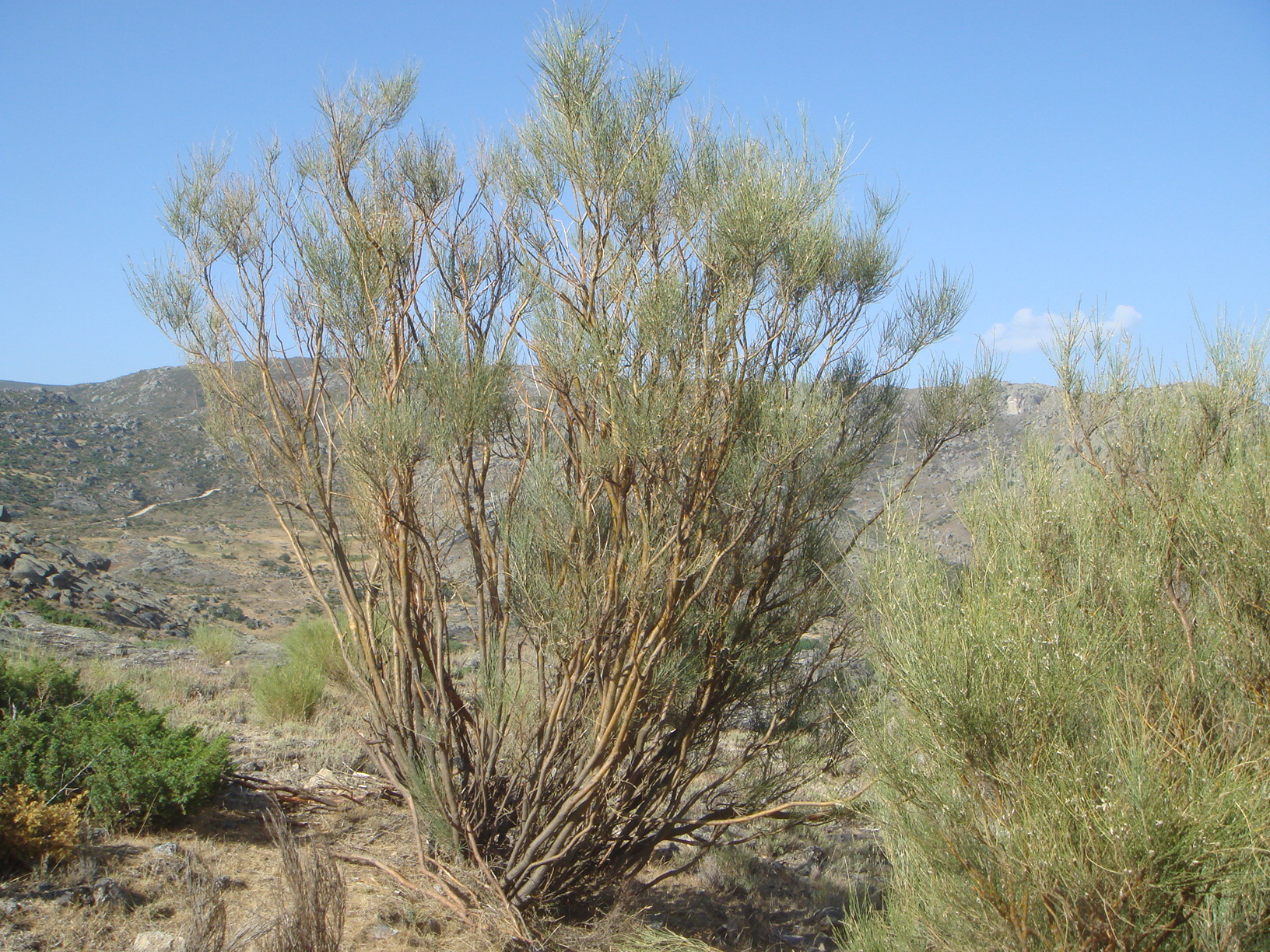
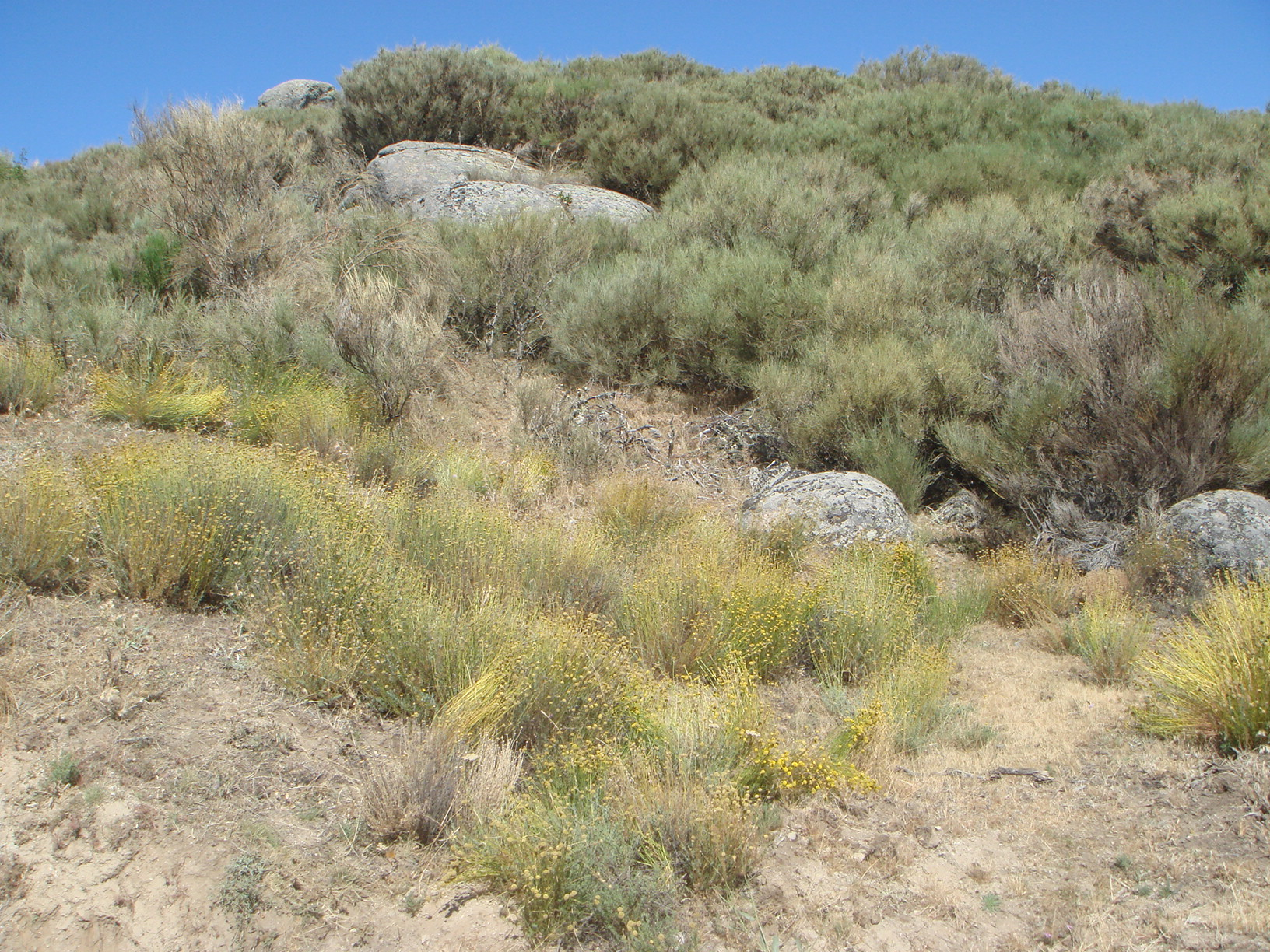
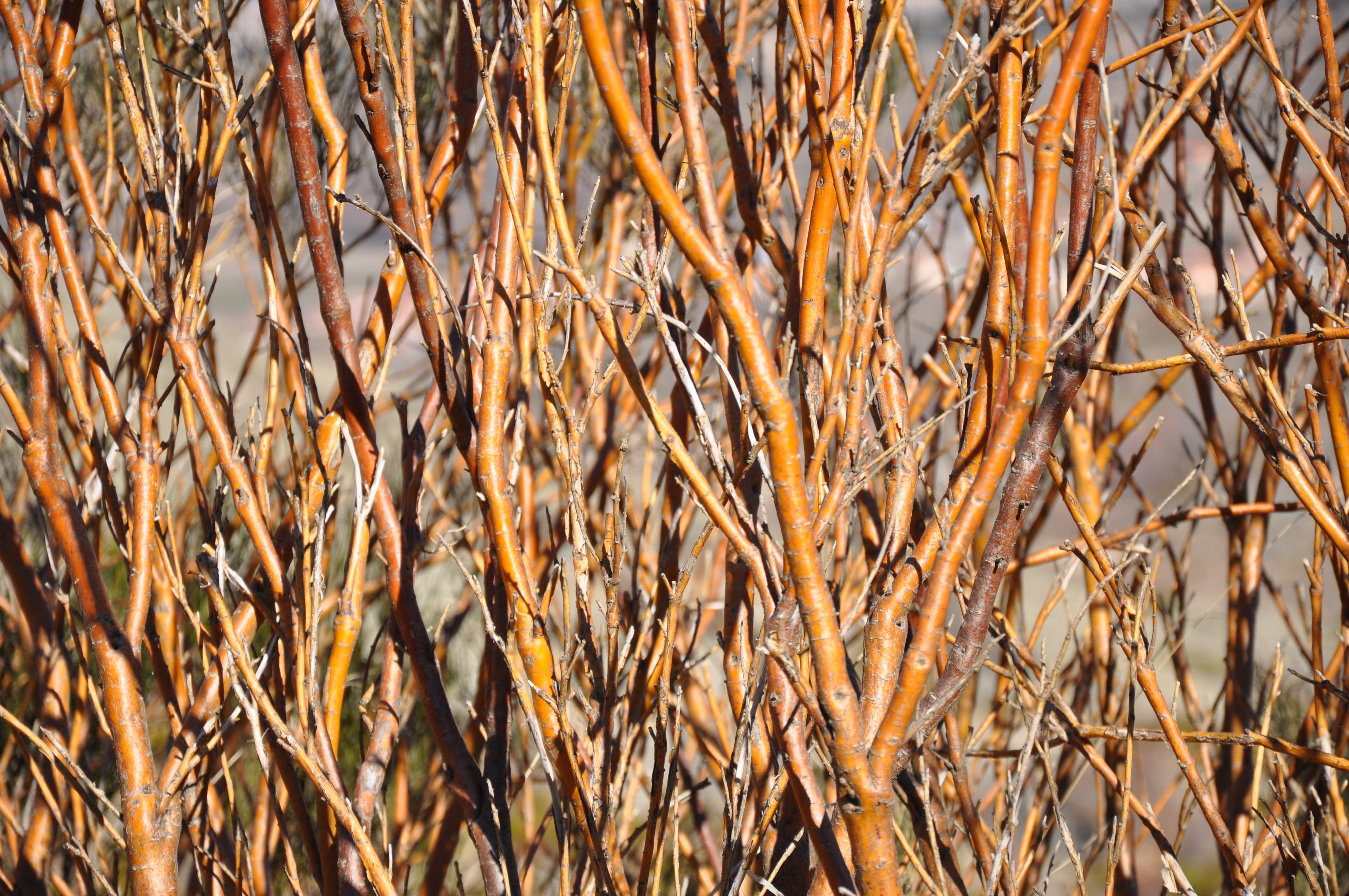
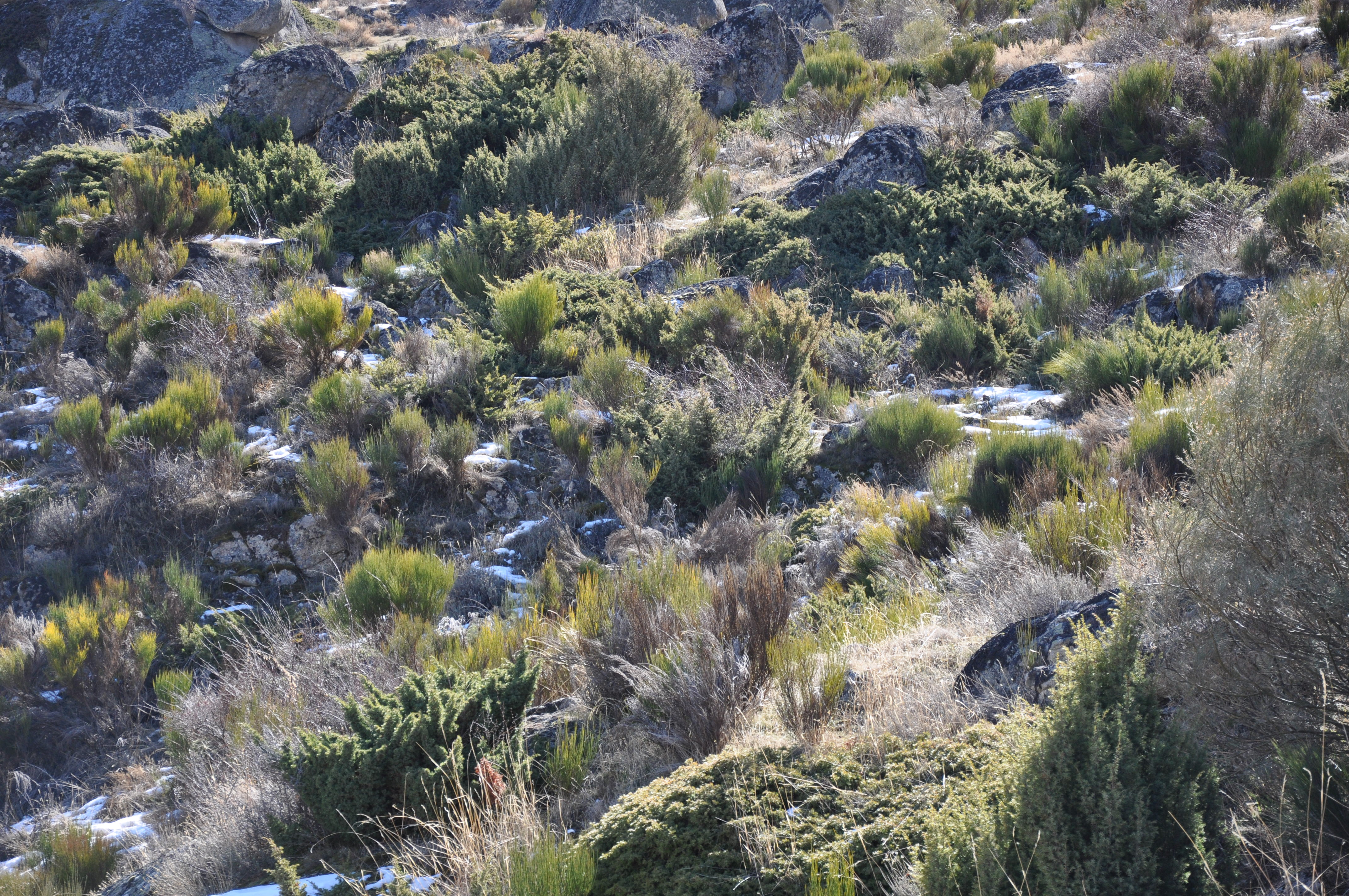
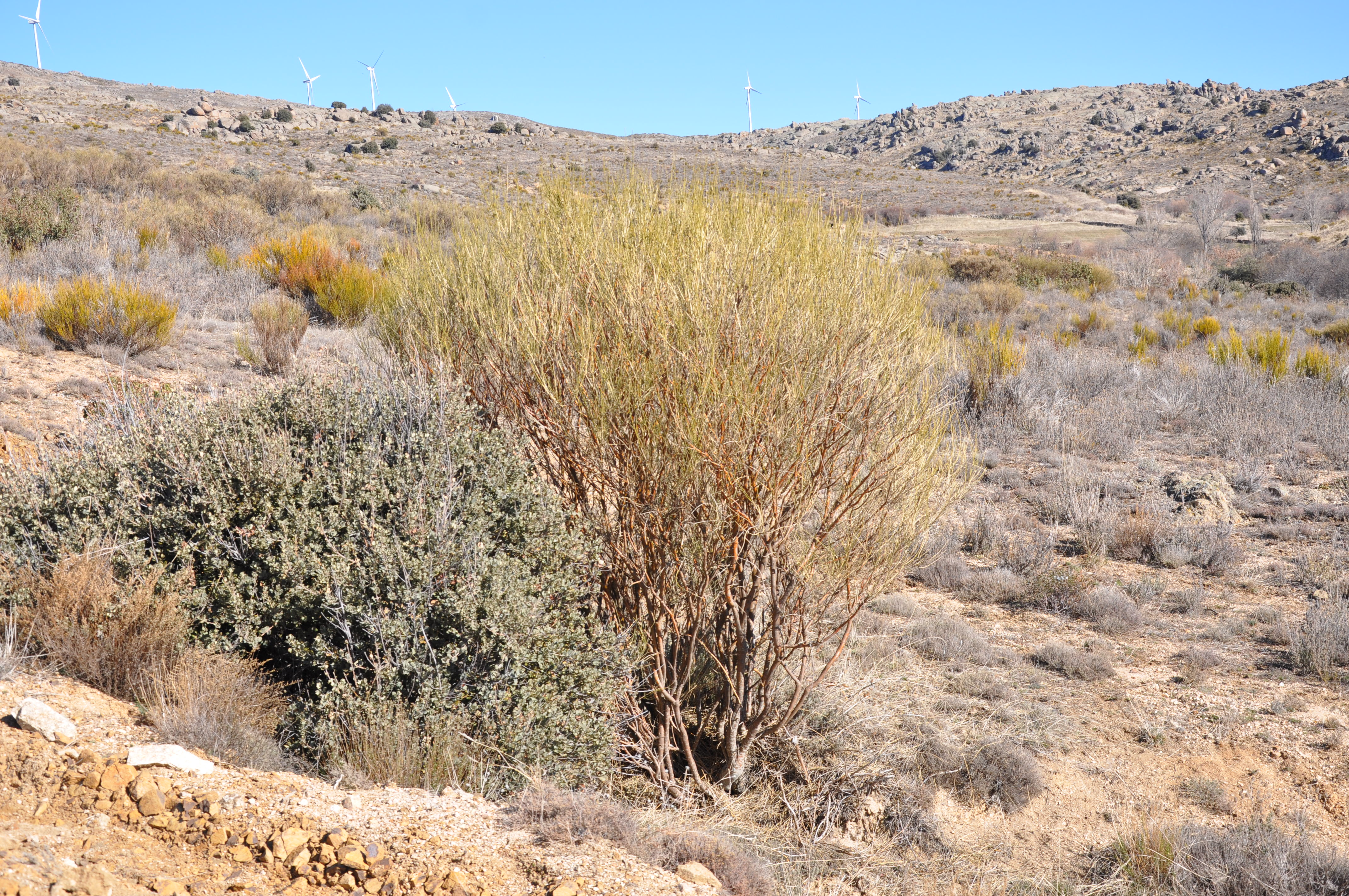
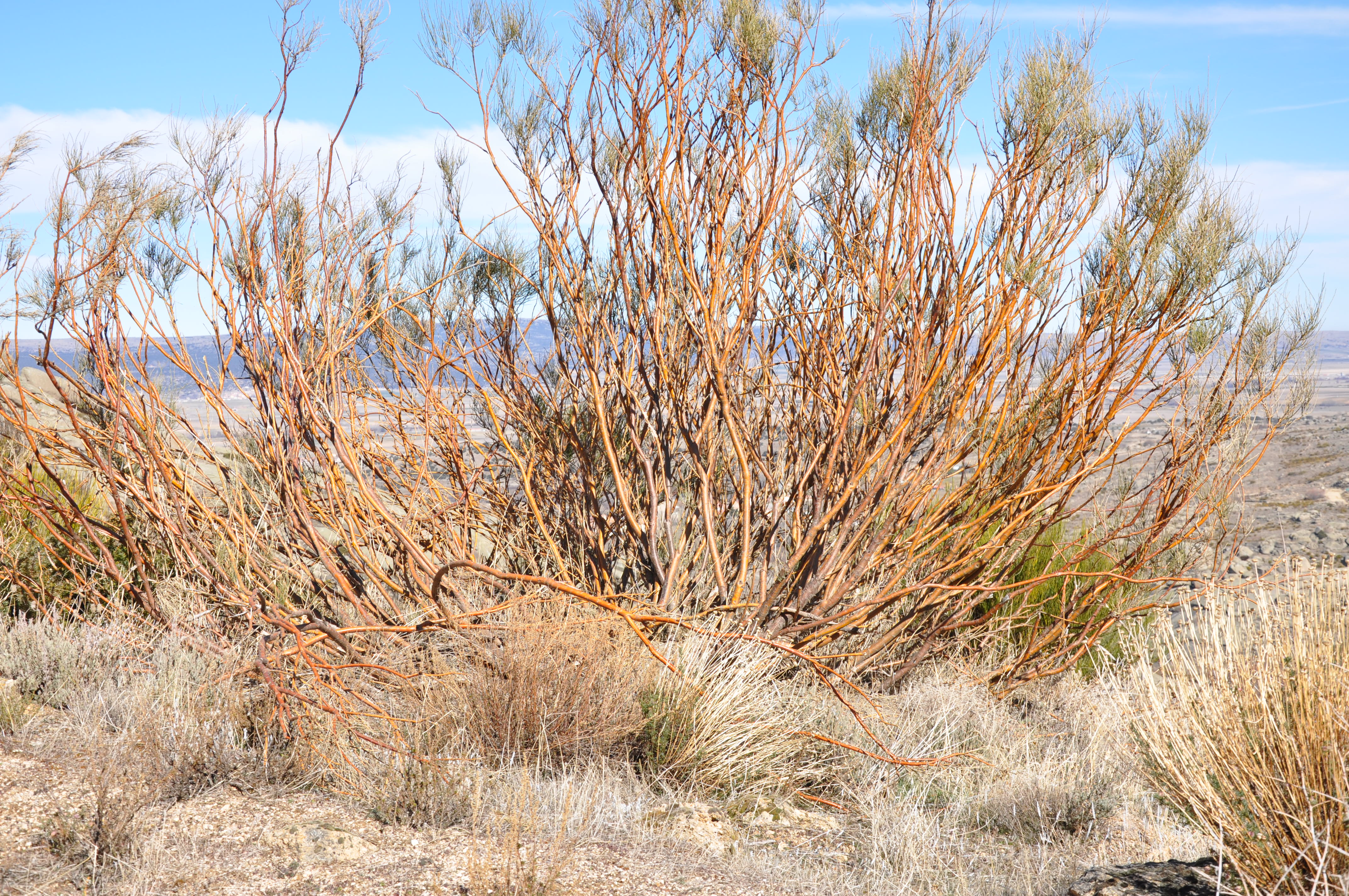